# Indigenismo
L'indigenismo è il termine generalmente utilizzato per descrivere un movimento intellettuale e politico ma anche letterario e artistico sviluppatosi in diversi paesi americani di lingua spagnola a partire dal secondo decennio del XX secolo, specialmente nel Messico postrivoluzionario e nel Perù degli anni Quaranta.
Con il Primo Congresso Indigenista Interamericano nel 1940, l'indigenismo si convertì in una vera e propria dottrina politica. In quell'occasione e nei congressi successivi vengono condivise le idee ed attività concrete realizzate dagli stati latinoamericani in relazione alle popolazioni indigene dei rispettivi paesi.
L'indigenismo combatte innanzitutto la discriminazione, persegue una maggiore inclusione sociale, politica ed economica degli indigeni americani nella società e si pone il problema di trovare una sintesi intellettuale per conciliare il passato precoloniale con i modelli di vita delle società moderne.

## Indigenismo

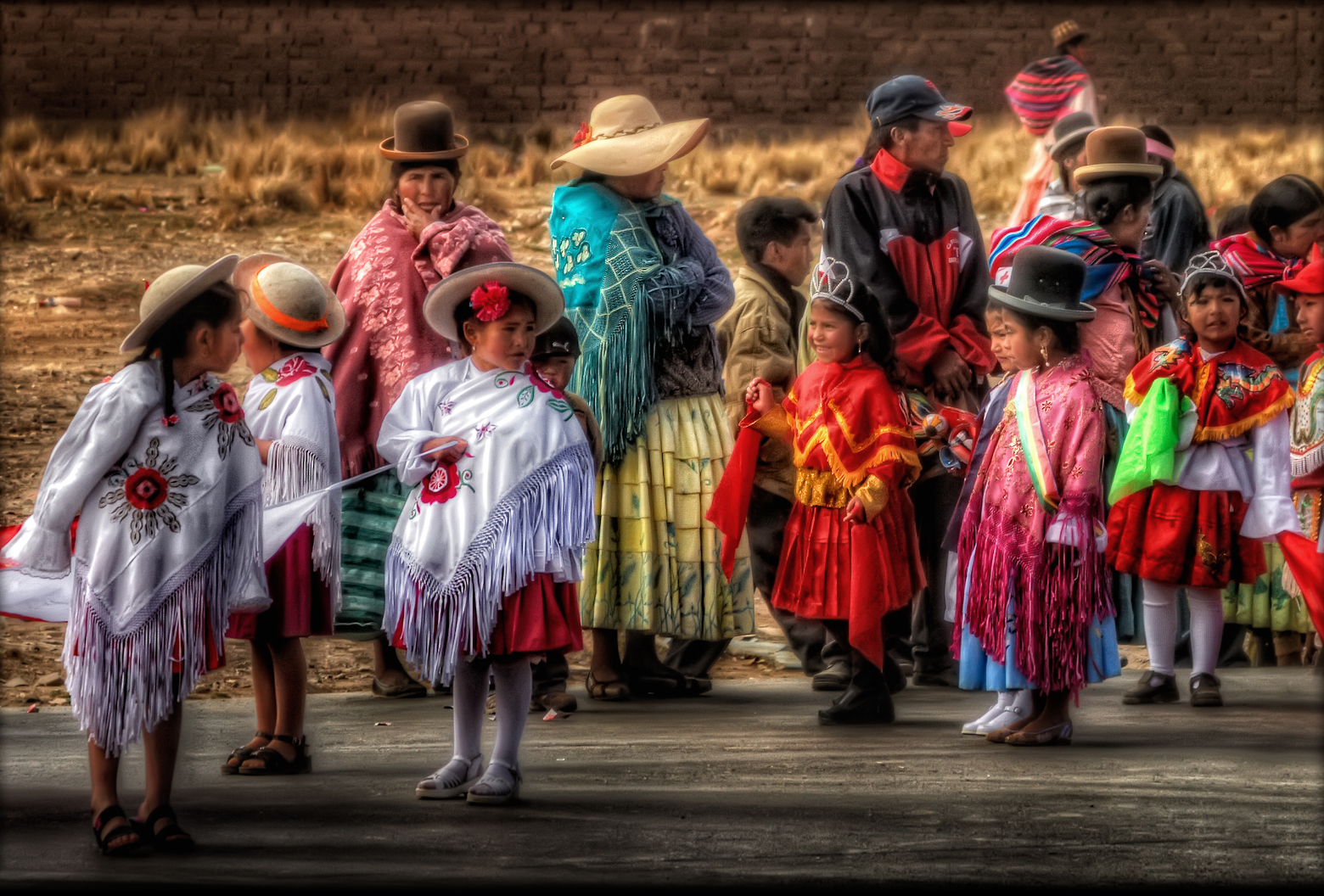

Durante il XIX secolo diversi intellettuali si resero conto della profonda differenza tra il passato precoloniale e il presente degli indigeni americani. Il movimento sociale e culturale dell'indigenismo è stato elaborato e si è sviluppato nel tentativo di superare questo problema. L'indigenismo nasce in diversi paesi del Sud e Centroamerica a partire dal secondo decennio del XX secolo ed è stato definito come una "simpatetica consapevolezza dell'indigeno".
L'indigenismo è caratterizzato dalla preoccupazione per il benessere delle popolazioni indigene, spesso espressa con il desiderio di elevarne la posizione sociale e consentire loro di godere degli stessi benefici a disposizione degli altri cittadini. Gli indigenistas formarono gruppi politici dedicati alla lotta per la causa degli indigeni americani. Pubblicizzarono le condizioni di vita in cui gran parte degli indigeni vivevano e chiesero ai rispettivi governi di essere più sensibili ai loro bisogni. Laddove l'indigenismo fu abbracciato dallo stato, la retorica ufficiale fu sostituita da riferimenti al valore e all'importanza della popolazione indigena e dall'impegno di includerli nel progresso della nazione. Il movimento ispirò inoltre una vasta produzione di opere letterarie dedicate alla descrizione del mondo indigeno contemporaneo; gli scrittori, dal Messico alla Bolivia, esplorarono la triste realtà degli indigeni americani e criticarono le forze sociali e politiche responsabili di queste oppressioni.
Il movimento indigenista non è però omogeneo, e il reale contributo alla causa degli indigeni americani è materia di discussione e dibattito sin dalla nascita.

### Perù
In Perù i primi decenni del XX secolo furono caratterizzati dall'emergere della preoccupazione per il benessere e la salute della nazione da parte delle élite nazionali. Quegli anni furono segnati dal pessimismo regnante, soprattutto dopo la sconfitta nella Guerra del Pacifico (1879-1884) ad opera dell'esercito cileno. Tra le sfide che il Perù si trovò ad affrontare, la questione degli indios era sicuramente quella più sentita e dolorosa. Dal dibattito intorno a tale questione emersero una serie di gruppi che si dedicarono a migliorare la condizione degli indios, convinti che di questo progresso ne avrebbe beneficiato tutto il paese.

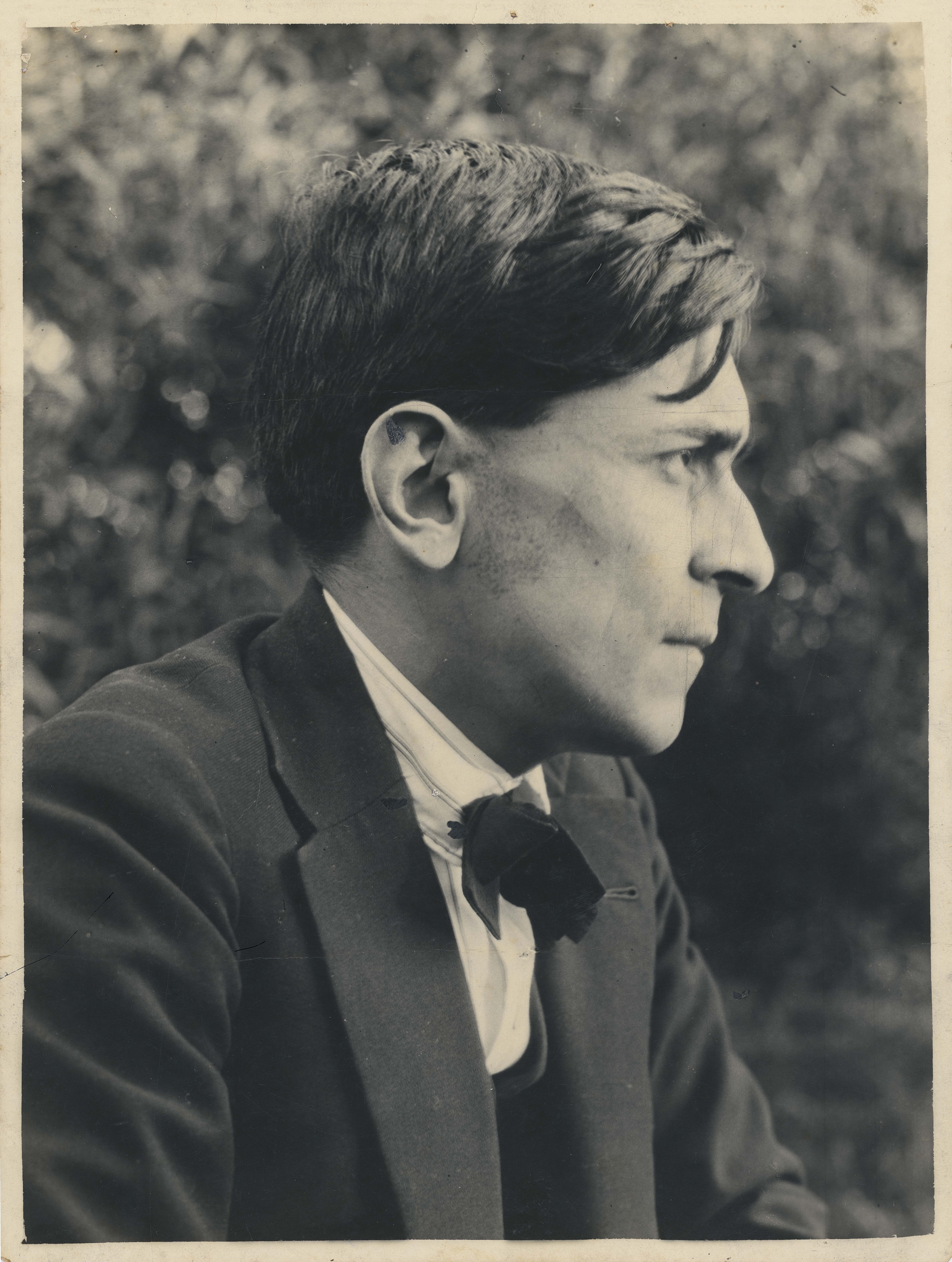
José Carlos Mariátegui

Secondo José Carlos Mariátegui, fondatore del Partito socialista peruviano nel 1928 (poi divenuto Partito comunista peruviano), il problema era eminentemente socio-economico e il Perù avrebbe conosciuto un reale progresso solo con l'adesione al socialismo da parte degli indios. Altri invece mettevano in evidenza la necessità di migliorarne le condizioni igienico-sanitarie e un maggiore accesso all'istruzione scolastica. Altri ancora, come Luis Eduardo Valcárcel Vizcarra, un importante indigenista di Cusco, sostennero che dopo secoli di oppressione la popolazione indigena stava vivendo un rivoluzionario processo di ringiovanimento.
Allo stesso tempo nacquero numerose organizzazioni, come Asociacion Pro-Indigena (1909) e Grupo Resurgimiento (1926), dedicate allo studio della cultura contemporanea indigena. Nacquero poi diverse riviste specializzate nella realtà indigena; le più importanti furono Amauta, diretta da Mariátegui, e La Sierra, prodotta da Guillermo Guevara. Infine, accanto a queste associazioni largamente formate da mestizos e criollos della classe media si diffusero anche organizzazioni indigene come Comité Central Pro-Derecho Indigena - Tahuntinsuyo, che lottarono per i diritti dei campesinos.

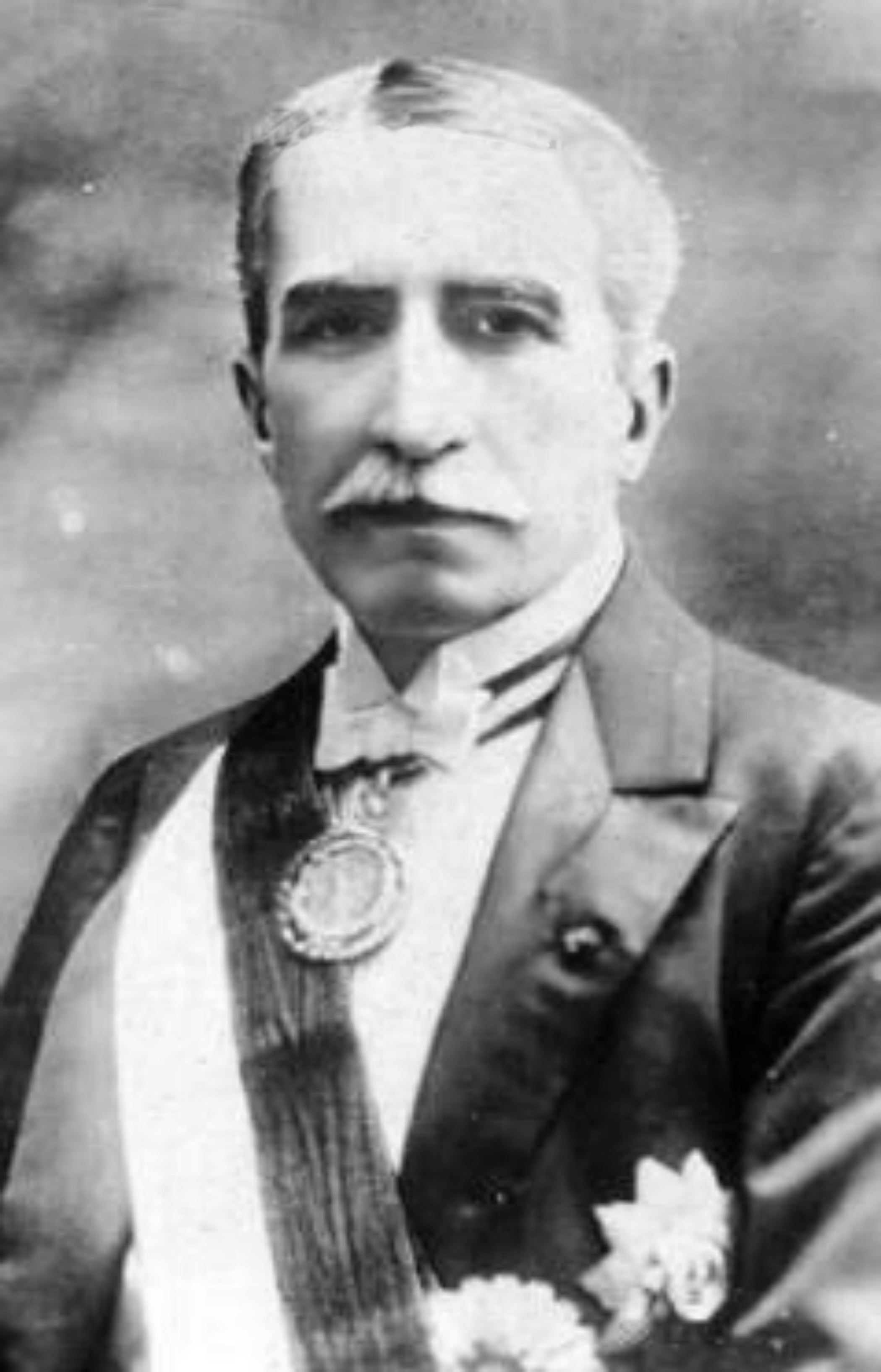
Augusto Bernardino Leguía

Tutti questi gruppi ed associazioni furono incoraggiati ufficialmente dal colpo di Stato del 4 luglio 1919 che portò alla presidenza del paese Augusto Bernardino Leguía y Salcedo (1919-1930). Sebbene sostenuto principalmente dalla classe media delle aree urbane della costa pacifica e dagli investimenti stranieri che spinsero la crescita economica del Perù, il nuovo governo "Patria Nueva" incoraggiò il movimento indigenista in parte a causa della mobilitazione indigena dell'altiplano del 1919 e in parte perché i proprietari terrieri, a cui erano rivolte le proteste, erano oppositori politici del governo Leguía. Nel 1921 il nuovo governo creò la sezione Affari indiani in seno al Ministero dello Sviluppo e l'anno seguente nacque il Patronato de la Raza Indigena, un'istituzione governativa che aveva lo scopo di proteggere e difendere la popolazione indigena. Malgrado la diminuzione dell'influenza del movimento indigenista sul governo Leguía negli anni successivi, nel 1930 gli indigenisti era ancora abbastanza forti da ottenere che il 24 giugno si celebrasse il "Giorno dell'Indigeno", tre mesi dopo la caduta di Leguía e l'insediamento di un governo militare.
Il declino del movimento indigenista peruviano sul piano politico è determinato dai nuovi partiti politici emergenti - Alianza Popular Revolucionaria Americana (APRA) e Partito comunista. L'APRA si concentrò su classe media e lavoro organizzato, soprattutto di Lima e della costa settentrionale. Mentre i comunisti, una volta terminata l'influenza di Mariátegui, si concentrarono nell'organizzare gli operai delle città e delle miniere, decretando di fatto il declino della Sierra nel panorama politico peruviano.

### Messico

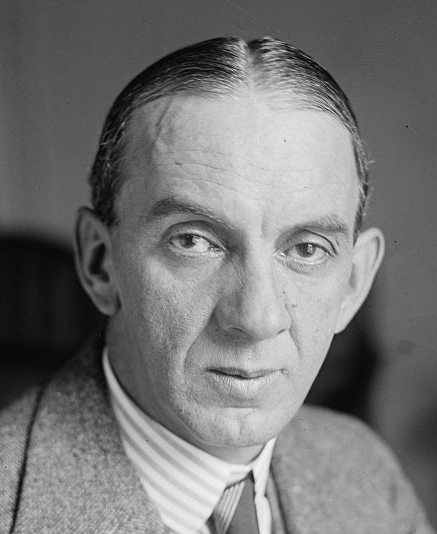
Manuel Gamio

Nei primi decenni del secolo scorso anche il Messico, come il Perù, vide la crescente attenzione verso i "grandi problemi nazionali". Nel caso del Messico il dibattito fu avviato dalla crisi del regime militare di Porfirio Díaz. Andrés Molina Enriquez e altri autori concordavano nel ritenere che le cause principali dei problemi messicani risiedessero principalmente nella distribuzione della terra e nelle strutture agricole. Non solo, ma anche la frammentata e incompleta consapevolezza del popolo messicano di essere una nazione, costituiva un ulteriore motivo di preoccupazione. In particolare, l'esistenza di comunità parzialmente autonome di indigeni in seno alla società messicana era vista come un ostacolo per la costruzione di un comune sentimento nazionale. 
La crescente preoccupazione della classe media sullo stato della nazione, combinata al insorgere dei contadini esplose nel 1910 nella Rivoluzione messicana. La rivoluzione caratterizzò il decennio successivo e portò al potere una serie di leader espressamente impegnati a risolvere le irrisolte questioni sociali del Messico, una parte degli sforzi fu dedicata ai problemi della numerosa popolazione di origine indigena. Dopo l'insediamento del primo governo rivoluzionario vennero create una serie di agenzie statali allo scopo di migliorare le condizioni di vita degli indios. Vennero promosse le culture indigene in quanto parte integrante della società, furono avviate politiche di assistenza alle cooperative indigene, create scuole espressamente dedicate all'istruzione ed educazione degli indios e mestizos di estrazione contadina. 
Come in Perù, anche in Messico l'indigenismo venne abbracciato dalle istituzioni. Nel caso del Messico però, l'indigenismo occupò una posizione di enorme rilievo nella società messicana. Ne è la dimostrazione, non solo l'ampio dibattito tra gli intellettuali, ma anche e soprattutto lo sforzo prodotto dallo stato messicano in termini economici e di iniziative. La valorizzazione della popolazione indigena messicana si tradusse nel supporto statale alle produzioni artigianali indigene oltre che allo studio e alla conservazione di danze e musiche tipicamente indigene.
Malgrado le differenze, l'indigenismo di Messico e Perù sono accomunati dalla tendenza a sottolineare una innata tendenza al comunismo da parte delle popolazioni indigene. In Perù gli indigenisti indulsero nel sostenere la tradizione storica del XIX secolo, secondo la quale gli inca avevano un'organizzazione sociale ed economica di tipo comunista. Mentre in Messico, autori come Manuel Gamio, indicarono la divisione comunitaria dei terreni agricoli ad opera degli indigeni messicani come prova del loro istintivo comunismo. Gamio nel 1917 venne nominato direttore del neonato Dipartimento di Antropologia, un'agenzia governativa nata sotto l'impulso della questione rurale.

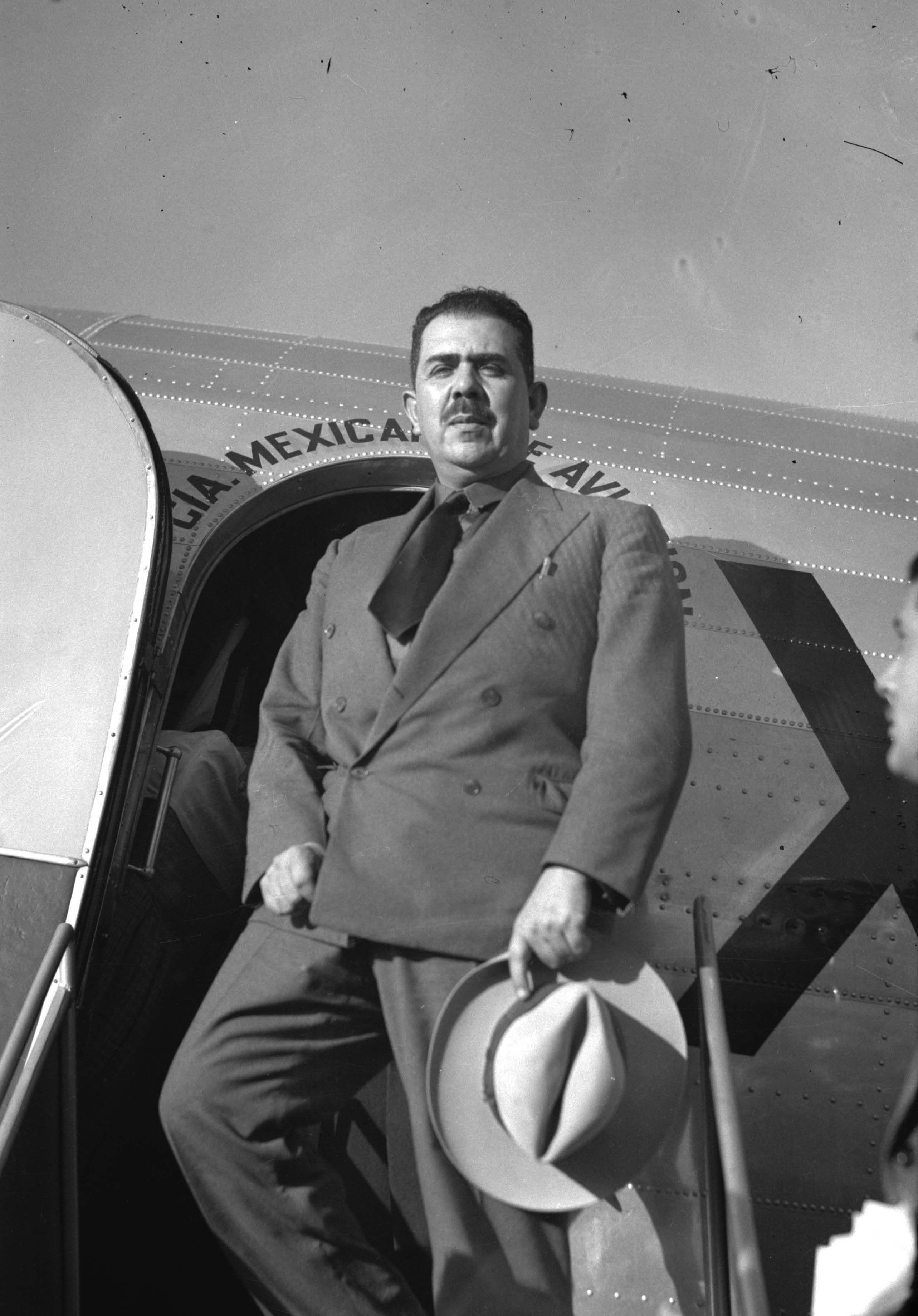
Lázaro Cárdenas del Río

L'indigenismo in Messico diventa "ufficiale" sotto la presidenza di Álvaro Obregón, il cui ministro dell'educazione, José Vasconcelos, fu il grande caudillo culturale del Messico postrivoluzionario. Ma l'indigenismo raggiunge il suo apogeo con la presidenza di Lázaro Cárdenas del Río (1934-1940), già governatore dello Stato di Michoacán. In aggiunta alla creazione di alcune agenzie nazionali, Cárdenas promosse un vasto programma di riforma agraria che vide la nascita di 44 milioni di acri di ejidos, terreni comuni di proprietà del villaggio. Come i suoi predecessori, anche Cárdenas intese integrare gli indios nella società messicana. Ma lo scopo del suo indigenismo non era di "indianizzare il Messico ma di messicanizzare l'Indios".
I presidenti che succedettero a Cárdenas, più che incoraggiare il passato precoloniale, preferirono enfatizzare il mestizaje come chiave per raggiungere il benessere sociale ed economico nazionale.

## Arte

### Letteratura

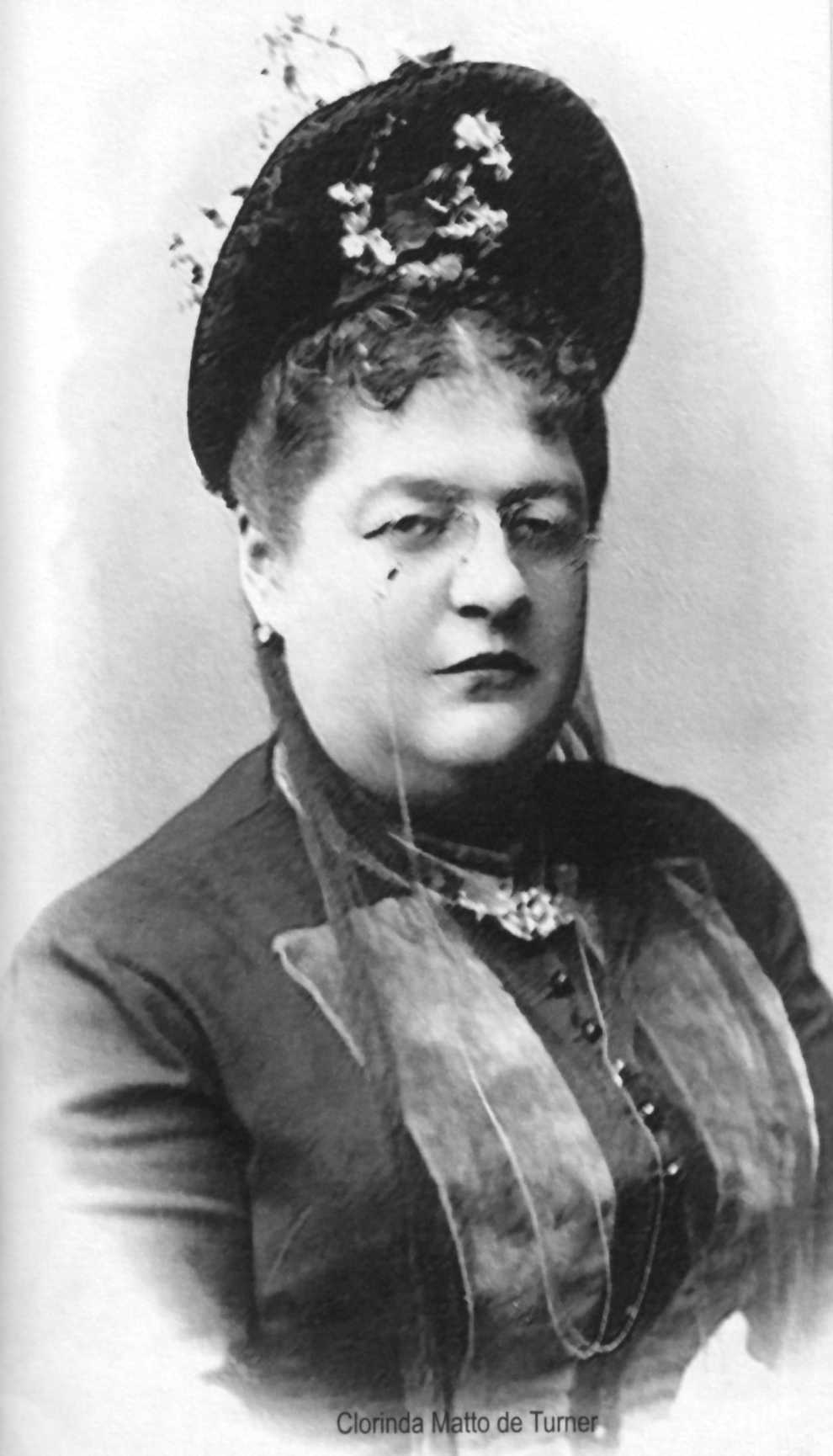
Clorinda Matto de Turner

Convenzionalmente il romanzo Aves sin nido (Uccelli senza nido), pubblicato nel 1889, della peruviana Clorinda Matto de Turner è considerato la prima espressione letteraria dell'indigenismo. 
La letteratura indigenista è caratterizzata dall'intenzione sociale, prendendo risolutamente la parte degli indios. Questa letteratura engagée si impegna nella critica della società che li opprime e li sfrutta. Il genere preferito è il romanzo, che l'indigenismo spoglia di qualunque tratto romantico e si converte ad un realismo che sfocia talvolta nel naturalismo. I romanzieri indigenisti indulgono nella narrazione delle leggende indigene, il racconto di costumi ancestrali e la descrizione di riti religiosi. 
Mentre i loro predecessori sono prevalentemente provinciali, i romanzieri indigenisti sono di estrazione urbana, e inevitabilmente descrivono l'indio da questa prospettiva. In un certo momento della loro vita questi autori sono entrati in contatto con il mondo indigeno ma la barriera etnica e sociale che li divide dagli indios non consente loro di penetrare in profondità la realtà indigena. Il problema principale della letteratura indigena è perciò lo iato tra il mondo che la produce e il mondo alla quale si riferisce. Non potendo risolvere questo problema, si sforza di mettere in opera procedure che creano un effetto di reale. Il più comune consiste nel saturare la narrazione di parole prese in prestito dalle lingue indigene e nell'introduzione nei dialoghi forme sintattiche regionali o espressioni locali. I personaggi dei romanzi sono composti da tipi, stereotipi e archetipi facilmente individuabili. 
Il peruviano José María Arguedas, con il suo capolavoro Yawar Fiesta (1941), annuncia già la fine di questa letteratura che avuto un grande successo negli anni Trenta e Quaranta del secolo scorso in America Latina. Arguedas ha sempre rifiutato di essere incluso tra i romanzieri indigenisti. Non senza ragione, differenziandosi da questi per il suo lirismo, per il livello della critica sociale e soprattutto per il senso di giustizia che lo anima.
Il processo di modernizzazione che ha investito tutta l'America Latina si riflette nella riflessione sartriana della messicana Rosario Castellanos in Oficio de tinieblas (1962) e nel realismo magico del peruviano Manuel Scorza, preso in prestito da Gabriel García Márquez, in La guerra silenciosa (1970-1979).
Con l'indigenismo, la letteratura latinoamericana guadagna l'autonomia ma non raggiunge l'universale. Pur riconoscendo all'indigenismo di aver rivelato al mondo le terribili condizioni in cui vivevano gli indigeni americani ancora quattro secoli dopo la conquista europea, Mario Vargas Llosa li rimprovera di aver lasciato soltanto delle opere a carattere regionale, poco comprensibili a coloro che non hanno familiarità con il mondo che descrivono. Dal canto suo, Octavio Paz sostiene che l'intenzione nazionalista che li animava faceva intuire il fallimento del loro tentativo.

### Pittura e arti plastiche
L'indigenismo porta invece le arti latinoamericane verso le avanguardie internazionali. Il manifesto artistico è contenuto nella Dichiarazione di principi sociali, politici ed estetici firmata nel 1922 da Diego Rivera, David Alfaro Siqueiros e José Clemente Orozco. 
I tre artisti messicani che domineranno l'arte continentale e la cui opera verrà conosciuta in tutto il mondo.